# Hamdi Harbaoui
Hamdi Harbaoui (Bizerte, 5 de janeiro de 1985) é um ex-futebolista profissional tunisiano que atuava como atacante.

## Carreira
Hamdi Harbaoui representou o elenco da Seleção Tunisiana de Futebol no Campeonato Africano das Nações de 2013.